# Jalel Kadri
Jalel Kadri (ur. 14 grudnia 1971 w Tauzarze) – tunezyjski trener piłkarski.
W swojej karierze klubowej prowadził zespoły z Tunezji, Arabii Saudyjskiej, Zjednoczonych Emiratów Arabskich i Libii.
30 stycznia 2022 objął stanowisko selekcjonera reprezentacji Tunezji. Już tydzień wcześniej, będąc tymczasowym trenerem, poprowadził zespół w przegranym 0:1 meczu 1/8 finału Pucharu Narodów Afryki 2021 z Nigerią. Tę funkcję przejął od chorego na COVID-19 trenera Mondhera Kebaiera, którego wcześniej był asystentem. W marcu 2022, będąc głównym szkoleniowcem, doprowadził reprezentację Tunezji do zwycięstwa w barażowym dwumeczu z Mali, zapewniając jej miejsce na Mistrzostwach Świata 2022. Na turnieju głównym rozegrała trzy spotkania: z Danią (0:0), Australią (0:1) i Francją (1:0), po czym odpadła z turnieju po fazie grupowej.